# La pioggia è uno stato d'animo
La pioggia è uno stato d'animo è un singolo del gruppo musicale italiano Dear Jack, pubblicato il 23 giugno 2014 come secondo estratto dal primo album in studio Domani è un altro film (prima parte).

## Descrizione
Il brano, scritto da Roberto Casalino e prodotto da Kekko Silvestre, Enrico Palmosi e Diego Calvetti, è stato presentato in anteprima durante il serale di Amici di Maria De Filippi.

## Video musicale
Il videoclip, diretto da Gaetano Morbioli e prodotto da Run Multimedia, è stato girato a Verona nella giornata del 9 giugno 2014. Il 20 giugno 2014, su Corriere Tv, è stato pubblicato in anteprima il video ufficiale, che mostra la band cantare nella stanza di un albergo e una ragazza (Federica Gasparini) che si aggira per le stanze della stessa struttura. Anche questo video, come quello di Domani è un altro film, presenta alcune parole del testo. Il 22 giugno 2014 il video è stato pubblicato sul canale YouTube della Baraonda Edizioni Musicali.